# Колкер Борис Григорович
Борис Григорович Колкер (народився 15 липня 1939 року в Тирасполі, Молдавська АРСР) – радянський та американський лінгвіст, педагог та перекладач, автор трьох підручників з есперанто.
 
З 1993 року живе в США (Клівленд, штат Огайо).

## Біографія
Народився в Тирасполі перед початком радяно-німецької війни. У 1944—1965 роках жив у Кишиневі, у 1965—1993 роках — в Бірську та Уфі, з 1993 у Клівленді (штат Огайо, США).
Вивчив есперанто[де?] в 1957 році. Доктор мовознавства, захистив кандидатську дисертацію з есперантології у 1985 в Інституті мовознавства АН СРСР (Москва). 
Викладав в університетах Сан-Франциско та Гартфорда.
Автор трьох підручників есперанто, інтерлінгвістичних статей та рецензій. Завдяки великій популярності книги «Подорож у країну Есперанто», що є одночасно курсом удосконалення есперанто та путівником в есперантську культуру, він відомий багатьом як «гід у країні Есперанто». На титульній сторінці видання 2005 року - відомий український есперантист, видавець, фото-художник, меценат руху есперантистів України - Василь Станович (світлина зроблена під час Світового з'їзду есперантистів у Загребі, серпень 2001 року.
Член Академії Есперанто. Почесний член Всесвітньої Есперанто-Асоціації (Universala Esperanto Asocio, UEA). Співредактор журналу «Monato». Десятки років керував масовими заочними курсами в Росії, на яких отримали дипломи майже 900 осіб, багато з України. Викладав есперанто в американських університетах у Сан-Франциско та Гартфорді. Тепер є керівником Міжнародних Заочних Курсів Удосконалення в Інтернеті. У різні часи був одним із засновників і керівників організацій есперантистів у Радянському Союзі та Росії.
Батьки Бориса Колкера походять з міста Балти Одеської області. Борис Колкер брав участь у Радянських Есперантистських Молодіжних Таборах під Києвом у 1971 та 1979 роках.

## Дисертація
- Авториферат дисертації канд. филол. н-к: «Вклад русского языка в формирование и развитие эсперанто». — Москва: АН СРСР, Ин-т языкознания, 1985.

## Підручники
- Учебник языка эсперанто. Основной курс [Архівовано 19 листопада 2012 у Wayback Machine.].
- Эсперанто за 16 дней. Экспресс-курс [Архівовано 20 лютого 2009 у Wayback Machine.].
- Международный язык эсперанто. Полный учебник [Архівовано 22 листопада 2010 у Wayback Machine.].
- Vojaĝo en Esperanto-lando. — укр.: Подорож у країну Есперанто. Курс удосконалення есперанто і путівник в есперантську культуру.